# Zon (famiglia)
Gli Zon furono una famiglia patrizia veneziana, annoverata fra le cosiddette Case fatte per soldo.

## Storia

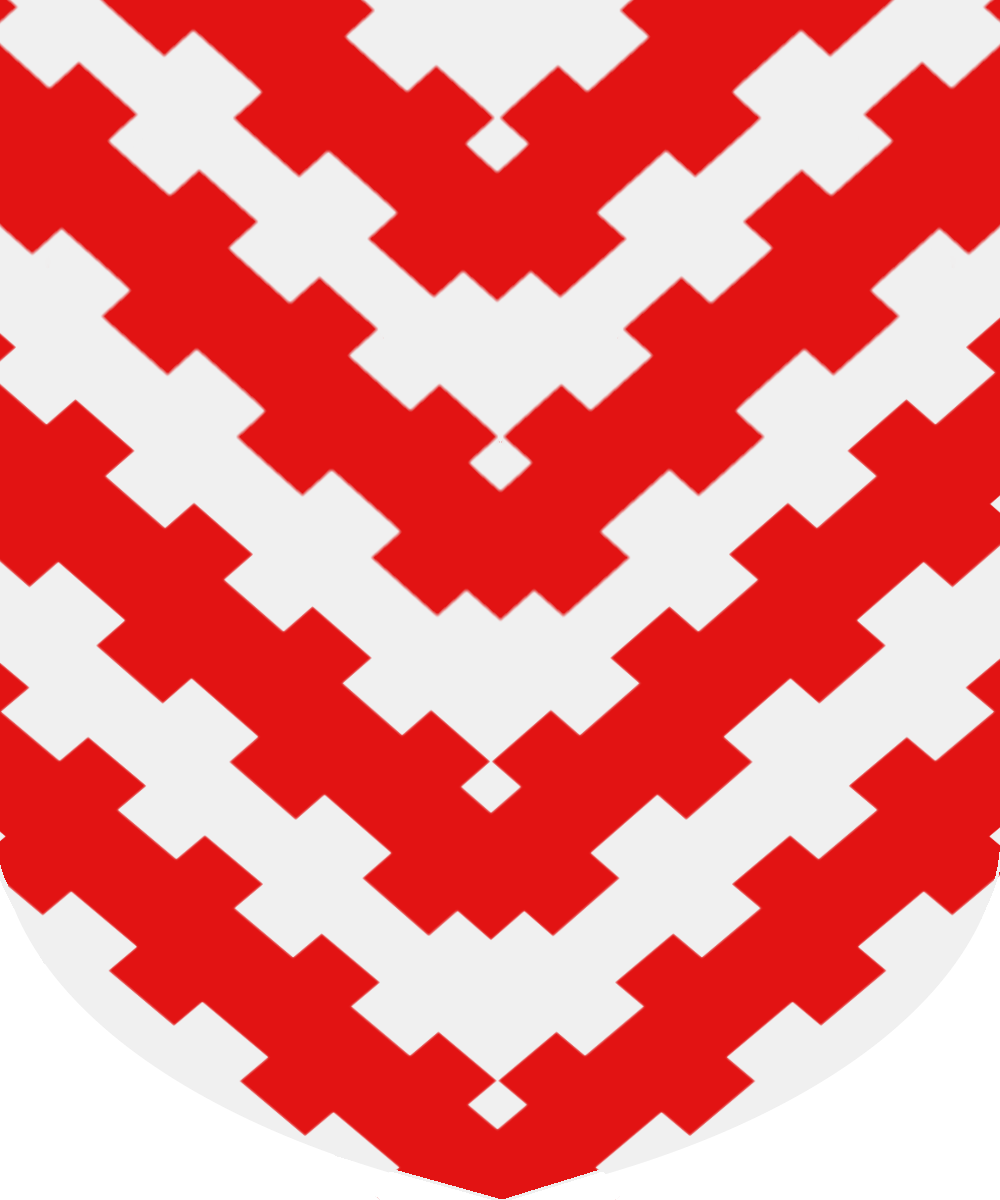
Stemma degli Zon: scaglionato doppiomerlato rovesciato di rosso e di argento (8 pezzi)

Secondo la leggenda, la famiglia Zon sarebbe stata originaria di Perugia.
Stabilitisi in laguna nel corso del secolo VIII, per più di dieci secoli risiedettero ininterrottamente a Venezia, giungendo a ricoprire cariche amministrative molto importanti: il 28 giugno 1717, ad esempio, un esponente di un ramo non patrizio, tal Angelo Zon, fu nominato Cancellier Grando.
Un ramo di questo casato fu aggregato al corpo patrizio ed ammesso alle sedute del Maggior Consiglio nel 1651 nelle persone dei fratelli Pietro Antonio, Bernardino, Michele e Giovanni Zon, per il sostegno finanziario garantito da questi ultimi alla Repubblica durante la guerra di Candia contro il Sultano. Tuttavia, non avendo nessuno dei detti fratelli avuto una discendenza, si estinse alla morte dell'ultimo di essi, avvenuta presumibilmente tra il 1683 e il 1693.
Nel 1771 un secondo ramo fu aggregato al consiglio nobile di Padova e fu riconosciuto nobile dall'Impero austriaco con Sovrana Risoluzione 19 novembre 1820.

## Membri illustri
- Angelo Zon (XVIII secolo), politico veneziano fu Cancellier Grando dal 28 giugno 1717 alla sua morte.

## Luoghi e architetture
- Palazzo Zon Marcello, a Castello;
- Palazzo Zon Zatta, sempre a Castello;
- Villa Zon Marcello, a Sambughè di Preganziol.
- Villa Zon di Altivole (TV)